# Смугастоволець річковий
Смугастоволець річковий (Parkesia noveboracensis) — один із найбільших розміром представників родини піснярових (Parulidae), роду смугастоволець (Parkesia). 

## Назва
Українська видова назва походить від смугастого забарвлення вола (і всієї нижньої сторони тіла) буруватими смужками та цятками на світло-цитриновому фоні, в той час як спина і крила зверху бурі.

## Поширення
Смугастоволець річковий у гніздовий період поширений смугою по півночі Північній Америці від Аляски аж до Нової Шотландії і Нью-Джерсі. На зимівлю мігрує до Флориди і північної частини Південної Америки включно з Карибами. Поширений вздовж лісових річок, струмків і боліт переважно у бореальних хвойних лісах та густих чагарниках, віддаючи перевагу радше стоячій воді, аніж протічній.